# Iacopo da Lentini
Iacopo (Giacomo) da Lentini zwany też Il Notaro (zm. przed 1250) – poeta włoski tworzący w XIII wieku, główny przedstawiciel szkoły sycylijskiej, uważany za twórcę formy sonetu.
Iacopo da Lentini był notariuszem na dworze cesarza Fryderyka II Hohenstaufa i z inspiracji cesarskiej organizatorem ruchu literackiego mającego na celu przeszczepienie na grunt języka sycylijskiego dokonań poezji prowansalskiej, znanego w historii literatury jako szkoła sycylijska. Kilkakrotnie wzmiankowany w dokumentach z lat 1233-1240, zmarł przed 1250 rokiem.
Z jego twórczości zachowało się około 30 utworów. Obejmuje ona różne gatunki i style: od podniosłych kancon (Troppo son dimnorato – Zbyt długo pozostawałem lub Madonna, dir vo voglio – Pani, rzec wam chcę) poprzez sonety i utrzymane w szybkim rytmie kanconetty (Maravigliosamente amor mi distringe – Cudownie miłość nade mną panuje) po dialogi (Dolce cominciamento – Słodkie początki) i descort (Dal cor mi vene – Z serca przychodzi). Daje w nich dowód, zarówno doskonałej znajomości rzemiosła poetyckiego, jak i umiejętności posługiwania się motywami zaczerpniętymi z poezji trubadurów. Chętnie sięga po ironię i charakterystyczne metafory nawiązujące do bestiariuszy i lapidariów, co być może stanowi wynik zainteresowania dworu Fryderyka II naukami przyrodniczymi. Świadomie eliminuje natomiast ze swej poezji treści polityczne, jak i obrazy życia codziennego. Dzięki pozostawionym utworom przypominającym budową strukturę sonetu jest uważany za twórcę tego gatunku.
Twórczość Iacopa da Lentini wyznacza też krąg zainteresowań poetów szkoły sycylijskiej. Jej główną tematyką jest miłość rodząca się pod wpływem widoku pięknej kobiety i prowadząca do serca. Pisze: Miłość to z serca zrodzone pragnienie / kiedy rozkoszy obfitość doznaje: / oczu jest sprawą jego narodzenie / potem mu serce pożywienie daje. Związek pomiędzy wrażeniami sensualnymi a miłością noszoną w sercu podkreśla poeta i na innym miejscu: W niezwykły sposób / zniewala mnie miłość / [...] w sercu, o piękna / noszę twoją postać. Chciałby trafić do raju w towarzystwie swej damy "jasnookiej, pięknolicej". Bez niej nie może zaznać szczęścia, gdy z nią rozmawia zdaje mu się, że umiera i jako król wkracza do raju kochanków.